# Radikalni centar
Radikalni centar je relativno novi izraz u politici i političkoj teoriji oko čije potpune definicije ne postoji konsenzus, ali koji se često koristi kako bi opisao političke ideologije, pokrete i stranke koji izričito odbacuju kako ekstreme levice i desnice, tako i kompromis s njihovim umerenijim varijantama (levi i desni centar), odnosno skretanje s takozvanog čistog političkog centra.
Izraz radikalni centar je na popularnosti dobio nakon završetka Hladnog rata, kada je nestanak ideološke borbe levice i desnice mnoge naveo da opcije političkog centra prihvate kao jedine adekvatne za savremeni svet. 
Uz pojam radikalni centar se vezuje i pojam Treći put, odnosno ideologija američkog predsednika Bila Klintona. Ovo se povezuje i za britanskog premijera Tonija Blera 

## Spoljašnje veze
- AmericaSpeaks Архивирано на веб-сајту  (13. јул 2015) – U.S. dialogues
- Breakthrough Institute – U.S. think tank
- Cape York Institute for Policy & Leadership – Australian think tank
- Centre Forum – U.K. think tank
- Centrist Project – U.S. political group
- Demos – U.K. think tank
- National Issues Forums – U.S. dialogues
- New America Foundation – U.S. think tank
- No Labels – U.S. political group
- Search for Common Ground – global dialogues
- CenterLine
- James Fallows blog
- John Avlon: My Columns
- Matt Miller Online
- The Moderate Voice – multiple sources
- New America Blogs – directory of weblogs from New America Foundation's projects
- Radical Middle Newsletter
- The Washington Note
- "Road to Generational Equity" – Tim Penny, Richard Lamm, and Paul Tsongas (1995). Приступљено 2 October 2012.
- "Invitation to Join the Radical Center" – Gary Paul Nabhan and others (2003). Приступљено 2 March 2013.
- "The Cape York Agenda" – Noel Pearson (2005). Приступљено 2 October 2012.
- "Ten Big Ideas for a New America" – New America Foundation (2007). Приступљено 2 October 2012.
- "The Liberal Moment Архивирано на веб-сајту  (23. септембар 2015)" – Nick Clegg (2009). Приступљено 2 October 2012.